# Saropogon combustus
Saropogon combustus là một loài ruồi trong họ Asilidae. Saropogon combustus được Loew miêu tả năm 1874.